# Rana yakushimensis
Rana yakushimensis (japanisch ヤクシマタゴガエル Yakushima-tagogaeru) ist eine Froschart aus der Gattung der Echten Frösche, die auf der namensgebenden Insel Yakushima im Süden Japans verbreitet ist. Sie wurde 1966 ursprünglich als Unterart von Rana tagoi erstbeschrieben und erst 2023 in den Artrang erhoben. Auf der Roten Liste Japans wird sie als potentiell gefährdet eingestuft.

## Systematik
1966 beschrieben Takayoshi Nakatani und Yaichirō Okada Rana tagoi yakushimensis als neue, auf der Insel Yakushima verbreitete Unterart von Rana tagoi. Als Typenfundort wurde der Fluss Anbō angegeben. Nishioka et al. beschrieben 1987 Unterschiede zwischen Rana tagoi yakushimensis und der Nominatform. Yasuhiko Shibata beschrieb 1988 Probleme der ursprünglichen Typenfundorte. Nach Untersuchungen von mitochondrialer DNA und Vergleichen der Morphologie erhoben Kōshirō Etō und Masafumi Matsui 2023 die beiden Unterarten Rana tagoi yakushimensis und Rana tagoi okiensis in den Artrang. Die japanischen Namen änderten sich dadurch nicht.

## Merkmale
Rana yakushimensis

Link zum Bild

Rana yakushimensis ist morphologisch von Rana tagoi kaum zu unterscheiden. Es sind jedoch neben Rana yakushimensis  keine weiteren Arten der Gattung auf Yakushima verbreitet, sodass keine Verwechslungsgefahr besteht. Rana yakushimensis hat eine schwärzere Kehle als Rana tagoi und weist an den Hinterfüßen deutlichere Schwimmhäute auf. Die Weibchen haben eine Kopf-Rumpf-Länge von 4,2 bis 5,4 cm und die Männchen von 3,7 bis 4,8 cm. Es besteht somit ein leichter Sexualdimorphismus. Rana okiensis ist etwas größer und Rana tagoi etwas kleiner als Rana yakushimensis. Der Kopf ist kurz und breit. Die Grundfarbe reicht von gräulich braun bis hell rotbraun. Auf den Beinen verlaufen oft dunkle, zebraartige Streifen. Ein dunkler Streifen verläuft zudem vom Nasenloch über das Auge und dahinter diagonal nach unten bis zum Ansatz der Vorderbeine. Die Pupillen stehen horizontal. Es ist eine deutliche dorsolaterale Falte vorhanden. Die Männchen weisen ein Paar Schallblasen mit Öffnungen an den Mundwinkeln auf.

## Lebensweise

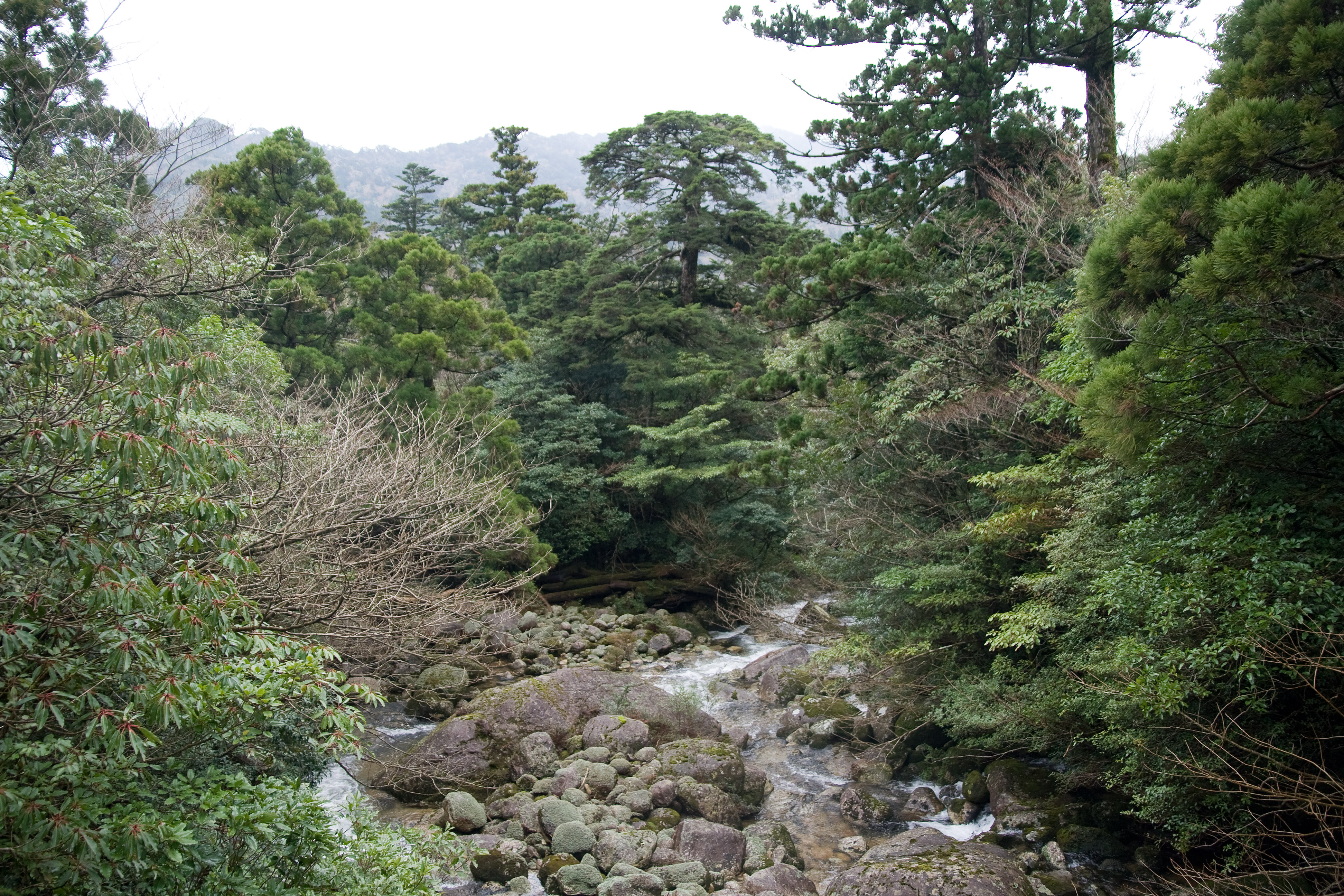
Ein Abschnitt des Anbō auf Yakushima

Die Paarungszeit dauert von Oktober bis April und damit länger als bei der weiter nördlich verbreiteten Art Rana tagoi. Die Paarungsrufe klingen wie „sich wiederholendes Hühnergegacker“. Es bilden sich Gruppen von 20 bis 30 Individuen. Als Laichplätze dienen stille oder langsam fließende Wasserbereiche entlang von Gebirgsbächen, wo sie ihre Eier in Spalten zwischen Felsen ablegen. Der Laich enthält rund 100 kleine, dunkel gefärbte Eier. Die Kaulquappen haben einen längeren Ruderschwanz als die von Rana tagoi, jedoch einen kürzeren Kopf und Rumpf.

## Verbreitungsgebiet und Gefährdung
Rana yakushimensis ist auf der namensgebenden Insel Yakushima endemisch, die zu den südlich von Kyūshū gelegenen Ōsumi-Inseln gehört. Die Frösche leben in den Bergwäldern der Insel in Höhen bis 1800 m. Sie kommen auch im  Bereich des Yakushima-Nationalparks vor.
Die IUCN führt die Art noch als Unterart von Rana tagoi, welche als nicht gefährdet eingestuft wird. Die nationale Rote Liste Japans listet auch Einstufungen für Unterarten. Erstmals aufgeführt wurde Rana tagoi yakushimensis dort 2012 in der 4. Roten Liste und als potentiell gefährdet eingestuft. Als Begründung wurde die geringe Größe des Verbreitungsgebiets und geeigneter Lebensräume angegeben, für die eine mögliche Beeinträchtigung aufgrund zunehmender Tourismusaktivitäten befürchtet wurde. Diese Einstufung wurde bis in die 5. und letzte Überarbeitung aus dem Jahr 2020 beibehalten (Stand 2024).